# LiLiCo
LiLiCo（リリコ、1970年11月16日 - ）は、日本のタレント、歌手、映画コメンテーター、元プロレスラーである。所属事務所はプランチャイム。旧芸名はLILIKO（リリコ）。本名はAnn-Sophie Lennerfors（アンソフィー・レナーフォース）。スウェーデンストックホルム出身。夫は歌謡グループ純烈の元メンバーで俳優の小田井涼平。2023年現在は、港区麻布在住。

## 来歴
父親はスウェーデン人で、母親が日本人（2012年に病死）。LiLiCoが9歳の時に弟が誕生した。スウェーデンでは、ハーフということで壮絶ないじめを受けた。また、父と母は喧嘩が絶えず、母はLiLiCoを否定する言葉を投げつけるなど、家の中でも逃げ場はない状態であった。両親は弟が生まれてから間もなくして別居（ただし両親が離婚をしたのは、約20年後のLiLiCoが最初の結婚をした翌日。LiLiCoが代行して離婚届を提出した）。
18歳の時、日本でアイドル歌手になることを夢見て単身で来日する。母親の故郷である東京都葛飾区立石で、祖母と叔父が経営していたライブ喫茶店の店舗兼住居に身を寄せた（その縁で、2016年に「かつしか観光大使」に就任）。19歳のとき（1989年）、当時歌のレッスンを習っていた講師に勧められて静岡県浜松市に転居。現地の芸能事務所に在籍していた演歌歌手の元で下積みを重ねる。同年5月2日、浜松のデパート屋上にあるビアガーデンで歌手活動をスタートさせた（媒体によっては、これを歌手デビューとする場合もある）。この浜松に住んでいたことが縁で、2013年には浜松市やらまいか大使を委嘱されている。21歳でマネージャーともう一人の歌手と独立。しかし後にその歌手は失踪、事務所は差し押さえにあい、26歳までの5年間、マネージャーと二人で車でのホームレス生活をしながら、スナックや健康ランドなどでドサ回り歌手として活動をしていた。
1992年2月21日、映画の主題歌として日本クラウンから念願のCDデビューを果たした。また、ヌードシーンも含むVシネマや『ロバの耳そうじ』などにセクシー路線で出演。28歳でマネージャーのもとを離れ独立。中川翔子の母親が経営するショーパブで働きつつ、トヨタ自動車の販売系列である『ネッツトヨタ』などのCMナレーターをしていた。30歳のときに最初の結婚をしたが、6年で離婚（子供はいない）。
テレビ版アニメ『サウスパーク』の吹き替えを担当したことに関連して、2001年に雑誌で映画についてインタビューを受けたことが、タレントとしての転機となった。「好きな映画を3本教えてください」と言われて答えたところ、後日TBS『王様のブランチ』のプロデューサーの目に留まった。その人から「オーディションを受けないか」と誘われて合格し、その10日後から同番組の映画コメンテーターとしてレギュラー出演が決まった。以降映画俳優へのインタビューをはじめ、トークイベント、声優やナレーション、雑誌エッセイ執筆など、マルチタレントとして幅広く活躍していく。
2018年4月2日、レギュラー出演している『ノンストップ!』（フジテレビ）の生放送中に、当日ゲスト出演中の歌謡グループ純烈のメンバーで俳優の小田井涼平と2017年に婚姻届を提出していたことを発表した。当時小田井とはお互いに47歳同士で、この熟年結婚（先述の通りLiLiCoは再婚）は話題となった。2019年7月27日、LiLiCoの故郷のスウェーデン・ストックホルムで挙式。結婚式の様子は、TBS系『日立 世界ふしぎ発見!』のスウェーデン特集内でオンエアされた。2020年頃には、先述の仕事以外にプロレスラー、ジュエリーデザイナー、北欧雑貨を扱うネットショップ「LiLiCoCo」の経営者としても活動。同年8月11日、声帯の手術を受けたことを公表。翌12日には転倒して左膝蓋骨を骨折し、13日に手術を受ける。左膝蓋骨にボルト（釘）とワイヤーで固定しての治療を行っていたが、2021年11月30日に抜去手術を行ったことをブログを通じて報告した。
2021年11月22日、テレビ朝日系『徹子の部屋』に出演。結婚後も健康保険証などの記載本名が「レンネルフォッシュ・アンソフィー」（英字記載）だと明かす。2024年6月20日、17年ぶりに復活した第17回淀川長治賞を受賞。

## 人物

### 子供時代
スウェーデン人の父は医薬品関連の企業勤務で、日本人の母は機械設計士として働いていた。生まれた頃はストックホルム市内の団地で暮らし、7歳で市内のメーラルヘイデンという地域に転居し、自然に囲まれた山の途中の大きな一軒家で18歳まで暮らした。
9歳の頃に弟が生まれたが、この頃から両親の仲が悪くなり、ほどなくして父は家を出ていった。以後学校に通いながら、放課後などは仕事で家にいない母の代わりに弟の世話や家事を手伝った。
12歳頃には弟の“子育て”に疲れる中、離婚の影響などで精神的に参っていた母から時々人格を否定するような暴言を吐かれるようになった。同時期に学校では、アジア人とのハーフという理由でイジメにも遭っていたが、家にいるよりマシとの思いから学校には通い続けた。学生時代はコーラス部に在籍していた。
辛い状況の中、心の拠り所となったのは、幼少期より祖母が日本から送ってくれた小包に入っていたアイドル雑誌であり、その雑誌を読み、日本のレコードを聴いていくうちに歌手になりたいという夢を持つようになる。

### 来日、祖母との生活
15歳のころ、当初中学卒業後に来日することを考えていた。しかし、祖母から「せめて高校だけは行くように」と言われ、渋々スウェーデンの高校に進学。だが結局中退し、歌手になるため18歳で来日して母の故郷である葛飾区で暮らし始めた。
当時は日本語がほぼ話せなかったため会話は困難であったが、祖母は孫であるLiLiCoに愛情を注いでくれた。後日、祖母が見つけてくれた弁当屋でバイトを始めた。この頃は日本語学校へ行く資金がなかったため、祖母の話す様子や祖母がテレビを見る時のリアクションを見て「今のは笑うところなんだ」などと覚えていった。また、バイト先の弁当屋の昼休みでは、『笑っていいとも!』や『ライオンのいただきます』などを観て日本語の勉強に役立てたという。数か月かけてカタコトの日本語が話せるようになり、以後歌手を目指していくつものオーディションを受けるようになった。

### 長い下積み時代
19歳の頃に浜松の芸能事務所に弟子入りし、先輩演歌歌手の付き人としてレッスンに励んだ。当初、社長の自宅兼事務所に住み込んだが、ほどなくして社長の弟であるマネージャーが見つけてきた浜松市東区のアパートに転居。しかし家賃が払えず、マネージャーとともに彼の車・白のセドリックで上京したが、経済的事情により以後5年以上もの間車中生活を送った。以降昼間は東京でテレビ局に自分を売り込み、夜は浜松や名古屋のスナックや健康ランドで歌わせてもらい日銭を稼いだ。
来日から7年が経つ頃、セクシー路線のテレビ番組や、Vシネマに出演させてもらえるようになったが収入は安定しなかった。杉並区で一人暮らしをしたが家賃を払い続けられず、マネージャーが住んでいた中野区の事務所兼自宅に転がり込んだ。
後日親しくなった女性タレントからの誘いで、中川翔子の母のショーパブで働き出した。この店では大好きな歌とダンスを披露することができ、ママ（中川の母）たちからは様々なことを学ばせてもらったという。1年後、ある程度の貯金ができたことからマネージャーからの独立を決め、港区麻布のワンルームマンションに転居。以後、2度の結婚生活も含めて長年に渡り麻布内を転々とする。
この頃に最初の夫と入籍し、その3か月後に「王様のブランチ」のレギュラーに抜擢されたことで、とりあえず安定した収入が得られるようになった。しかし当時の夫とは、結婚から5年ほど経った年のクリスマスイブに別居し、その後夫婦関係にピリオドを打った。その後もたくさんの人との出会いを通じて様々なチャンスをもらい、40歳を過ぎた頃にようやく仕事が軌道に乗った。

## プロレス活動
2014年8月17日、DDTプロレスリングの開催する両国ピーターパン2014〜人生変えちゃう夏かもね!〜にて行われた「アイアンマンヘビーメタル級選手権バトルロイヤルに特別リングアナとして参加。試合後、バトルロイヤルを勝ち抜きアイアンマンベルトを保持していたゴージャス松野がダウンしていたところをフォールし3カウント、同王座の第1009代王者となる。
以降、ボディーガードとしてベルナール・アッカを連れ防衛を重ねるが、12月23日のDDT後楽園大会にてヨシヒコに敗北。同王座から陥落。
2015年6月28日、DDT後楽園大会に来場しプロレスラーデビューを直訴。
2015年8月23日、『両国ピーターパン2015〜DDTより愛をこめて〜』でプロレスデビュー。第2試合「時間差タッグバトルロイヤル」に出場、宮武俊とタッグを組み、勝ち残っていたアジャ・コング＆大石真翔組と対戦したが、宮武がアジャに敗北。
2016年1月3日、DDT後楽園大会にて、アイアンマン王座を保持していた赤井沙希を奇襲し同王座を獲得。
2016年3月21日、DDT両国大会にて梅田公太・渡瀬瑞基を引き連れ、赤井・大石真翔・レディビアードと対戦。卍固めで大石から勝利。アイアンマン王座を防衛。
2016年4月24日、DDT後楽園ホールにて赤井沙希に敗れアイアンマン王座から陥落。
2016年5月29日、DDT後楽園ホールにてスーパーササダンゴマシンの保持するEXTREME級王座に挑み、勝利し同王座を戴冠。
2017年8月20日、DDTプロレス『両国ピーターパン2017〜ピーターパン 二十歳になっても ピーターパン〜』にて初代『KO-D10人タッグ王座』を獲得。他のパートナーは大石真翔＆レディビアード＆スーパーササダンゴマシン＆大家健。
2020年、私生活で転倒し膝蓋骨を骨折、これがプロレスラー引退の引き金となる。
2022年3月20日、DDT両国大会にてプロレスラーとしての引退試合を行った。

### 得意技
- クロスボディーアタック
- 卍固め
- 股間投げ

### 入場曲
- The Final Countdown / EUROPE

## エピソード
- 顔立ちと浅黒い肌からラテン系出身と度々間違われるため、本人も冗談でラテン系と自称することがある。ちなみに肌は、よく日焼けサロンに通って焼いている[29]。
- 祖母など家族や、葛飾区の近所の人々からは、ピーコちゃんと呼ばれていた[30]日本の祖母は、本名のアンソフィーをどうしても発音できずアンソピーになってしまい、ピーだけとってピーコちゃんになった[31]。
- 数カ月で芸能界デビューできると思っていたが、当時は日本語がまったく話せず、また日本芸能界への縁故もなくその夢は失敗した。現在では日本語、スウェーデン語、英語、ドイツ語など数か国語を操るという[32][33][23]。
- 弁当屋でバイトをしていた時、初仕事が水で戻した高野豆腐を絞る仕事だった。しかし当時は高野豆腐が何かも分からず、スポンジだと思っていた[34]。
- 「LiLiCo」の芸名は自らの考案。 フィービー・ケイツが出演していたドラマの役名「リリー」に、日本式に「子」を付けたもの[35]。
- さまざまな番組でのエンドロールで出るプロデューサーの元に直接出向き、「ぜひこの番組に出してください!」と直談判していた。特に『関口宏の東京フレンドパークII』には15年前から「出してください」と言っていたものの、「まだダメ」と断られていたという。その後、2010年6月7日放送分で初登場。谷原章介、優香、はしのえみと共に「王様のブランチチーム」で出演を果たした[36]。夢は『情熱大陸』に出演する事で、過去に情熱大陸の制作会社に自ら出向いてプレゼンした事がある。
- 2012年、無名時代から憧れていた『笑っていいとも』のテレフォンショッキングにゲストとして登場。「日本語がわからない時代から、タモリさんが面白い人だとわかった」などと涙ながらに登場の感激を語っている。
- 弟は6か国語を話せる経営学博士で、スウェーデンの大学で准教授をしている[37]。
- 売れない当時はメイク道具も無く、マジックペンなどでメイク用品を代用していた。その為、女性とは思われずにニューハーフと間違われた事もあった。
- ハイテンションでポジティブで豪快ながらもちゃんとポイントを押さえた発言をしている。時々、急に乙女ぶったりすると周囲から「らしくない」「可愛くない」と言われて「なんでだよ！」と突っ込む事が多い。
- 2020年現在、夫との間に子供はいないが、発展途上国で暮らす3人の子供の面倒を見ているという[38]｡
- 母親からは、自身の名前を付ける前にあだ名としてGULLVIVA（読み：グルヴィーヴァ。日本ではキバナノクリンザクラ（黄花九輪桜）と呼ばれる花）と呼ばれてた｡[39]
- 4歳の頃、スウェーデンのポップ・グループ「ABBA」の歌を聴いて音楽が好きになった。小学生になってからは、ラジオでアメリカの歌手マドンナやマイケル・ジャクソンなどの洋楽を好んで聴くようになった[2]。
- 下積み時代の頃、中川の母は店の従業員から「知り合いのタレントにすごく可哀想な子がいるからテレビを見て」と言われ。中川の母が深夜番組を視聴したところ、LiLiCoが「氷の中にある1万円札を舌で溶かしてゲットする」という企画に挑戦していた。参加者の中で一番真剣なLiLiCoの様子に心を打たれた中川の母は、彼女の当時の生活状況も考慮して一番高い時給で雇うことを決めたという[40]。
- 上記に絡んでLiLiCoにとってのヒーローは、「下積み時代に車中生活から抜け出すきっかけを与えてくれた、中川翔子ちゃんのママです」と位置づけている[注釈 4]。また、「私の芸風は、ショーパブでのママ（中川翔子の母）のパクリ」と称している[14]。
- 先述の通り映画好きなため、毎年400本もの映画を観ている（2023年現在）[2]。
- 下積み生活が長く苦労してきたため、仕事に関して「お金をいただくからには、100％全力投球すること」をモットーにしている[11]。また、自身の名前だけ貸すようなブランドの仕事は絶対にやらないと決めているとのこと[11]。
- 子供の頃は母から聞かされた父の悪口を信じ込んでいたため、長年に渡って父に悪いイメージを持っていた[2]。しかしその後、2012年に母が亡くなったことで父に対していくつもの誤解が判明し、父と和解[2]。以降父がいるスウェーデンにたまに訪れるなど交流が復活し、父のパートナーの女性とも親しくなった[11]。
- ナッツやフルーツ、にんじんやピーマンといった野菜、猫や犬などの動物、花粉症、ハウスダストなど、さまざまなアレルギー持ちである[41]。
- マネージャー業も自身でこなしており、1日に6回ほどタクシーに乗るので、毎月25万円もタクシー料金がかかるという[42]。

## 主な出演作品

### 映画

#### 実写映画
- 82分署（1995年） - アリサ 役
- Would you like to ダンス?（1996年）
- 援助交際 ツーショットダイヤルの女たち（1997年） - 純子 役
- サソリ 女囚701号（1998年） - 蒲生 役
- のぼうの城（2012年） - 農民 役
- 魔女の宅急便（2014年） - ラジオDJ 役
- 東京PRウーマン(2015年8月22日） - 本人 役
- 猫侍 南の島へ行く（2015年9月6日） - お蓮 役
- さらば あぶない刑事（2016年） - 水上警察職員 役
- 手をつないでかえろうよ〜シャングリラの向こうで〜（2016年5月28日） - 真人の母 役[43]
- ニワトリ★スター（2018年） - 管理人 役
  - ニワトリ☆フェニックス（2022年4月15日） - 雷電キメラ 役
- 108〜海馬五郎の復讐と冒険〜（2019年10月25日） - エイドリアン 役
- 十二単衣を着た悪魔（2020年11月16日） - 山下元子 役
- この街と私（2022年3月4日） - LiLiCo（本人役）
- 時には昔の話を/森山周一郎 声優と呼ばれた俳優（2022年10月21日）[44]
- お終活 再春!人生ラプソディ（2024年5月31日） - 理佳子 役[45][46]
- 九十歳。何がめでたい（2024年6月21日） - 美容師 役[47]

#### 洋画吹き替え
- リディック（ラジュン）
- スパイダーマン2
- チャーリーズ・エンジェル フルスロットル（レースのスターター〈P!NK〉）※劇場公開版
- シャーロットのおくりもの 2006年版（ビッツィー）
- ダレン・シャン（トラスカ〈サルマ・ハエック〉）
- 西遊記〜はじまりのはじまり〜
- キング・オブ・エジプト（悪魔たち）
- バービー（人魚バービー〈デュア・リパ〉[48]）
- ウォンカとチョコレート工場のはじまり（伯爵夫人〈ソフィー・ウィンクルマン〉[49]）
- ライオン・キング:ムファサ（サバンナに住む賢いキリン[50]）

#### 海外アニメ
- アダムス・ファミリー（マーゴ・ニードラー[51]）
- 幸福路のチー（チーの祖母[52]）
- サウスパーク（エリック・カートマン）※WOWOW版及びNetflix版
- サミーとシェリー 七つの海の大冒険（ベラ[53]）
- ファインディング・ニモ（大口魚の母）
- メアリー & マックス（ヴェラ）
- ロード・オブ・ザ・リング/ローハンの戦い（母親 他[54]）
- ロラックスおじさんの秘密の種（テッドのママ）

#### 劇場版アニメ
- レイトン教授と永遠の歌姫（アニー・ドレッチー[55]）
- 映画 紙兎ロペつか、夏休みラスイチってマジっすか!?（占い師、カメラ屋のおばさん、ラビッツフルーツのお客）

### テレビ番組
- 王様のブランチ（TBS） - 映画コーナー、午後レギュラー
- UTAGE!（TBS） - 準レギュラー
- 日立 世界・ふしぎ発見!（TBS） - 不定期出演
- ロバの耳そうじ（日本テレビ）
- インサイド Xbox（Xbox 360で配信、「Zune Love」コーナー）
- ラン×スマ 街の風になれ（2011年12月25日 - 、NHK BS1） - ナレーション
- LiLiCoの番組ナビ! Cafe de LaLa（LaLa TV） - MC
- 女のハローワーク（LaLa TV） - MC
- 水曜プレミアシネマ（TBS） - ナビゲーター
- ノンストップ!（2012年4月 - 2022年3月30日、フジテレビ） - 水曜日レギュラー
- NHK高校講座 コミュニケーション英語I（2013年4月15日 - 2017年2月27日、NHKEテレ） - MC
- 大天才てれびくん（NHKEテレ）
- 地球アゴラ（2014年4月6日 - 、NHK BS1） - MC
- 伝えてピカッチ（NHK）- 不定期出演
- 世界一受けたい授業（日本テレビ）- 不定期出演
- ヒルナンデス!（日本テレビ）
- SHELiCoの夜★活 〜こんがりネエさんの大人買い〜（フジテレビ） - SHELLYと共にMC
- 仙臺いろは増刊号（2015年4月 - 、仙台放送） - レギュラー
- 美活の（秘）レシピ（2016年4月3日 - 2017年3月26日、TBS） - MC
- 趣味どきっ!「柔軟講座」（2017年8月 - 9月（全8回）、NHK Eテレ）
- ピーター&ミッツの煮るなり焼くなり（2017年10月6日 - 、BSジャパン） - ナレーション

### テレビドラマ
- 水木しげるのゲゲゲの怪談「砂かけばばあ」（2013年8月31日、フジテレビ） - 主演・砂かけばばあ 役
- マルホの女〜保険犯罪調査員〜（2014年4月 - 6月、テレビ東京） - 吾妻亮子 役
- ファースト・クラス（2014年4月19日 - 6月21日、フジテレビ） - ナレーション / リエコ・マッカートニー 役
  - ファーストクラス（2014年10月15日 - 12月24日）
- 問題のあるレストラン 第9話（2015年3月12日、フジテレビ） - 槙村 役
- せいせいするほど、愛してる 第4話（2016年8月2日、TBS） - hiro 役[56]
- 潜入捜査アイドル・刑事ダンス 第4話（2016年10月29日、テレビ東京） - リサコ 役
- 年の瀬恋愛ドラマ「恋するJKゾンビ」（2016年12月30日、テレビ朝日）- 杉田摩亜沙 役
- 連続ドラマW それを愛とまちがえるから（2019年2月9日 - 3月9日、WOWOW） - 馬場さくら 役
- 集団左遷!! 第1話（2019年4月21日、TBS） - クラブのママ 役
- Heaven? 〜ご苦楽レストラン〜 第3話（2019年7月23日、TBS） - コメンテーター 役
- 彼女はキレイだった（2021年7月6日 - 9月14日、関西テレビ・フジテレビ） - 池沢蘭子 役[57]
- 全っっっっっ然知らない街を歩いてみたものの Season2 第5話（2022年4月4日、フジテレビ）[58]
- 何かおかしい 2 第12話（2023年6月21日、テレビ東京） - 本人 役[59]
- さよならマエストロ〜父と私のアパッシオナート〜（2024年1月14日 - 3月17日、TBS） - 近藤洋子 役[60]

### テレビ単発番組
- スーパージョッキー 熱湯コマーシャル（1995年、日本テレビ）
- 笑っていいとも「テレフォンショッキング」（2012年11月5日、フジテレビ） - ゲスト
- 4夜連続 知的探検スペシャル 恋愛は科学だ！（2013年2月25日 - 28日、フジテレビ）
- 天使のアングル（2014年7月21日、NHK総合） - MC
- 徹子の部屋（2021年11月22日、テレビ朝日）

### テレビアニメ
- 紙兎ロペ 〜笑う朝には福来たるってマジっすか!?（フジテレビ） - 『占い編』占い師のおばさん
- 野良スコ（テレビ朝日） - オバサン、その他

### DVD
- おばけのラーバン（ナレーション／ラボリーナ）

### CM
- ネッツトヨタ（ナレーション）
- ペプシNEX（ナレーション）
- ドラゴンポーカー
- サントリー サントリープレシャス（2015年4月、北海道限定）[61][62]
- 雪印メグミルク「こんがり焼ける とろけるスライス」（2015年）[63]
- ソフトバンク（2017年）クイズ、体操、ボウリング
- スケッチャーズ「Skechers Hands Free Slip-ins™（スケッチャーズ ハンズフリー スリップインズ）」(2023年9月23日-)　日村勇紀と共演。[55]

### ゲーム
- ポイニーポイン（PlayStation 2、ラッド）

### ラジオ番組
- よんぱち 48hours 〜WEEKEND MEISTER〜（TOKYO FM、「CINEMA KINEMA」コーナー月一出演）
- Cinema Wonderland（TOKYO FM）
- GROOVE LINE Z （J-WAVE、不定期出演）
- BAY SIDE FREEWAY（ベイエフエム）
- 夕やけ寺ちゃん 活動中（文化放送、月1出演）
- LiLi&GoのReady go（2012年7月16日、NHKラジオ第1）
- ピピッとサンデー Waku Waku Mix（2013年4月7日 - 2014年3月30日、文化放送）
- ALL GOOD FRIDAY（2016年10月7日 - 、J-WAVE）ナビゲーター
- LiLiCoのスウェーデン通信（2025年7月 - 、FM北海道）

### 舞台
- 舞台「私のホストちゃん REBORN 〜絶唱!大阪ミナミ編〜」（2018年1月19日 - 2月11日、東京・愛知・広島・大阪） - 夢・ジャネット 役　※大林素子とのWキャスト[64]
- ミュージカル「ウェイトレス」（2025年4月、日生劇場 / 5月、Niterra日本特殊陶業市民会館 フォレストホール / 5月、梅田芸術劇場 メインホール / 5月、博多座）- ベッキー 役[65]

### 配信ドラマ
- 季節のない街（2023年8月9日、ディズニープラス『スター』） - 島さんのワイフ 役[66]

## ディスコグラフィー

### シングル
- 過ぎてしまえば（1992年2月21日、日本クラウン）
  1. 過ぎてしまえば - 大町志郎：作詞／内山有希夫：作曲・編曲 ※映画「幻想のPARIS」主題歌
  2. MIRACLE LOVE - 酒井ヒデト：作詞／内山有希夫：作曲・編曲
  3. 過ぎてしまえば〈カラオケ〉
  4. MIRACLE LOVE〈カラオケ〉
- 六本木ストーリー（1992年7月23日、日本クラウン）
- 飲んで飲んで（パパイヤ鈴木とLiLiCo）（2012年2月22日、日本クラウン）
- これを愛と呼ぶのか?（松崎しげる×LiLiCo）（2023年9月6日、Sony Music Labels）

### 参加作品
- French Lips
- ベンチャーズ歌謡大全
- 舘ひろし／STRANGERS IN THE NIGHT - コーラス
- パパイヤ鈴木／Brandnew Disco - 作詞
- LiLiCo ラヴズ・ムービー・ヒット・ソングス - 選曲・監修
- 赤塚不二夫REMIX ビートボンボン
- 渡辺美里 Face to Face 〜うたの木〜／「It Don't Mean A Thing」「ウナ・セラ・ディ東京」
- 野口五郎 風輪／「ロンリー・チャップリン」

## 書籍

### 写真集
- 前夜 LILIKO（1995年5月25日、加納典明撮影、風雅書房） ISBN 4938855011
- 絶夜 LiLiCo写真集（2017年5月24日、加納典明撮影、双葉社） ISBN 4575312592

### 著書
- LiLiCoの映画的生活（ゴマブックス、2007年7月26日）ISBN 4777107051
- I Love SWEDEN!（ゴマブックス、2008年10月29日）ISBN 4777111210
- ザリガニとひまわり（講談社、2010年12月2日） ISBN 4062165384
自身のデビュー前後を基にした自伝小説（人物名などは実際と異なる）。
- 遅咲きも晩婚もHappyに変えて 北欧マインドの暮らし（講談社、2019年9月29日） ISBN 4065162602

### 翻訳
- いろのくに かずのくに - リトルピンクとブロキガ（主婦の友社、2011年2月12日、カーリン・ヴィルセン：著、スティーナ・ヴィルセン：絵）
- あるふぁべっとのくに - リトルピンクとブロキガ（主婦の友社、2011年5月18日、カーリン・ヴィルセン：著、スティーナ・ヴィルセン：絵）
- おばけのくに（主婦の友社、2011年8月31日、カーリン・ヴィルセン：著、スティーナ・ヴィルセン：絵）

## 連載
- 昭和45年女・1970年女（現：昭和45年女）「70年女LiLiCoの『GIRLS BE AMBITIOUS』」（2022年3月 - 、クレタパブリッシング（現：ヘリテージ））※2023年5月より体制が変わり、不定期発行誌となる。代替としてWebコンテンツ『Dig-it』を開設。
  - 昭和45年女「LiLiCoのColor-full Days！！」（2023年7月1日 - ） - Webコンテンツ『Dig-it』内にて連載。毎月2回（1日・15日）更新[67]。